# Visuals
Visuals è il settimo album in studio del gruppo alternative rock danese Mew, pubblicato nell'aprile 2017. 

## Tracce
1. Nothingness and No Regrets – 4:28
2. The Wake of Your Life – 4:41
3. Candy Pieces All Smeared Out – 3:37
4. In a Better Place – 4:40
5. Ay Ay Ay – 3:41
6. Learn Our Crystals – 5:21
7. Twist Quest – 3:19
8. Shoulders – 2:53
9. 85 Videos – 4:37
10. Zanzibar – 2:04
11. Carry Me to Safety – 4:27

## Formazione
- Jonas Bjerre – voce, tastiera, chitarra
- Johan Wohlert – basso, cori
- Silas Utke Graae Jørgensen – batteria, percussioni